# DreamRiser
「DreamRiser」（ドリーム・ライザー）は、ChouChoの5枚目のシングル。2012年10月24日にLantisから発売された。

## 概要
前作「優しさの理由」から約6ヶ月ぶりのリリースとなる2012年2作目のシングル。表題曲「DreamRiser」は、テレビアニメ『ガールズ&パンツァー』のオープニングテーマに使用された。
販売形態は初回限定盤（LACM-34011）と通常盤（LACM-14011）の2種で発売され、前者には表題曲のMVを収めたDVDが同梱されている。MVのテーマは「モードファッションとテニス」で、モード系の衣装を着たChouChoがテニスをする内容になっている。

## チャート成績
初週1,905枚を売り上げ、2012年11月5日付付オリコン週間シングルランキングで初登場41位を獲得。チャート登場回数は13回。累計8,195枚のセールスを記録した。

## 収録曲
1. DreamRiser [3:58]
作詞 - こだまさおり、作曲 - rino、編曲 - h-wonder
テレビアニメ『ガールズ&パンツァー』オープニングテーマ
自身の歌手になることへの夢を『ガールズ&パンツァー』の主人公である西住みほの想いに重ね合わせて歌った曲。歌詞中の「自由自在ジブン次第」には共感を抱いたことを明かしている[1]。
2. かみつれを手に [3:57]
作詞・作曲・編曲 - mito
初恋をテーマとした、哀愁感漂う曲[1]。
3. life is blue back  [5:10]
作詞 - 林英樹、作曲 - 佐藤純一、編曲 - fhána
4. DreamRiser（Off Vocal）
5. かみつれを手に（Off Vocal）
6. life is blue back（Off Vocal）

DVD（初回限定盤のみ）
1. DreamRiser（Music Clip）

## 収録アルバム
| 曲名           | 収録アルバム                                                                  | 発売日         | 備考                  |
| -------------- | ----------------------------------------------------------------------------- | -------------- | --------------------- |
| DreamRiser     | 『secretgarden』                                                              | 2013年12月25日 | 2ndオリジナルアルバム |
| DreamRiser     | 『ChouCho ColleCtion "bouquet"』                                              | 2016年5月25日  | ベスト・アルバム      |
| DreamRiser     | 『ChouCho the BEST』                                                          | 2021年12月8日  | ベスト・アルバム      |
| DreamRiser     | TVアニメ『ガールズ＆パンツァー』 オリジナル・サウンド・トラック               | 2012年12月26日 | TV Size Ver.で収録。  |
| DreamRiser     | TVアニメ『ガールズ＆パンツァー』 ORIGINAL SOUND TRACK ～LP Remaster Edition～ | 2021年11月1日  | TV Size Ver.で収録。  |
| かみつれを手に | 『secretgarden』                                                              | 2013年12月25日 | 2ndオリジナルアルバム |

## カバー
- あんこうチーム[メンバー 1] - パチンコ・パチスロ『ガールズ＆パンツァー』ボーカルミニアルバム『音楽道、はじめました!』（2016年3月16日発売）に「DreamRiser あんこう ver.」として収録。
- 千寿いろは（岡咲美保） - 2025年6月20日に音楽ゲーム『ワールドダイスター 夢のステラリウム』に収録。